# Ancien tramway de Marseille
L'ancien tramway de Marseille a circulé dans l'agglomération marseillaise entre 1876 et 2004, faisant de celle-ci l'une des trois seules agglomérations françaises à avoir possédé un réseau de tramways sans interruption durant tout le XXe siècle.
Le nouveau tramway de Marseille circule depuis 2007.

## Histoire

### Origines
Dans la première moitié du XIXe siècle de nombreux services de charrettes, diligences ou pataches permettaient aux habitants des différents villages environnant Marseille de se rendre en ville pour leurs affaires. Le plus célèbre reste celui de Marius Brémond, dit « lou Bombu », d'Allauch. Le premier service d' « omnibus » urbain est l'œuvre de Brousset, qui propose à partir de 1840 trois liaisons entre la place Royale (aujourd'hui place du Général-de-Gaulle) et Bonneveine, Mazargues et Saint-Just. Dès 1849 ils étaient sept entrepreneurs, dont Marius Brémond qui étendait ses services jusqu'à Plan-de-Cuques et aux Termes de Peypin. En 1854, vingt-cinq sociétés exploitaient 69 liaisons à l'aide de 80 voitures, 500 chevaux, 400 employés, ceci dans la plus grande anarchie.
Il est facile à M. Crémieux de passer un accord avec la municipalité pour évincer tous ces artisans au profit d'une compagnie créée par ses soins en 1856 : la Compagnie générale des omnibus de Marseille et de la banlieue, rachetée l'année suivante par la Compagnie lyonnaise des omnibus (CLO), qui gérait déjà d'autres réseaux d'omnibus. La CLO ramène le réseau urbain marseillais à 19 lignes, laissant aux entrepreneurs privés la desserte de correspondances périphériques. En 1872, un avenant de la municipalité attribuait à la « Lyonnaise » 25 lignes desservies par 139 omnibus.

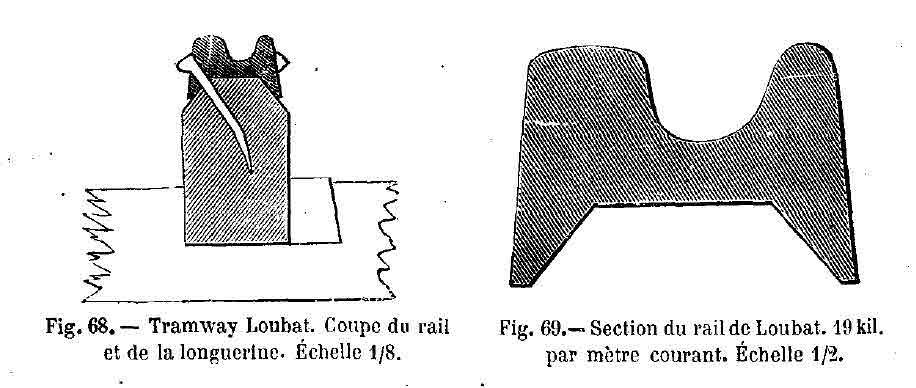
Le rail en « U » de Loubat.

Pendant ce temps le chemin de fer se développait : la ligne de Marseille à Avignon avait été inaugurée le 8 janvier 1848 par Paulin Talabot. Mais le rail à section « en champignon » rendait son insertion dans la voirie urbaine problématique et la vapeur des locomotives inquiétait. Après quelques éphémères projets de chemins de fer urbains, le maire Melchior Guinot lance en 1872 un appel d'offres pour un « chemin de fer américain », c'est-à-dire un système de voitures à traction hippomobile guidées par des rails « à gorge » enchâssés dans le pavage selon le système inventé par le français Alphonse Loubat mais inauguré en 1852 aux États-Unis, d'où son nom. M. Frédéric de la Hault, appuyé par la Banque française et italienne, fut choisi, et put signer fin 1873 avec M. Isoard, maire par intérim, une convention cinquantenaire pour la construction de 7 lignes :
Les lignes prévues en 1873 :
1. Chartreux à Place Neuve (place Victor-Gélu), aller par le boulevard de la Madeleine (boulevard de la Libération) et retour par le boulevard Longchamp
2. Place Saint-Ferréol (place Estrangin) aux Bains des Catalans, par le boulevard de la Corderie
3. Boulevard Notre-Dame aux Allées du Prado, par la Corniche
4. Avenue d'Arenc au Chapitre (cours Joseph-Thierry), par la rue de la République et la Canebière
5. Cours Belsunce aux Bains du Prado, aller par la rue de Rome et le Prado, retour par le Prado et le cours Lieutaud
6. Cours du Chapitre aux Abattoirs, par le boulevard National
7. Place des Capucines à Place Castellane, par le cours Lieutaud.

#### La CGFT
Forts de cet accord, de la Hault et sa banque créent fin 1875 la Compagnie générale française des tramways (CGFT), société anonyme au capital de 10 millions de francs-or, qui exploitera simultanément le réseau de Marseille et ceux du Havre et de Nancy. La concession est officiellement autorisée par décret ministériel le 3 juin 1876.
Les travaux n'avaient pas attendu. La Banque française et italienne avait acheté dès février 1875 « au kilomètre 3 de la route nationale 8bis de Marseille en Italie », entre l'église des Chartreux et le lieudit Malpassé, un terrain assez grand pour y établir les écuries pour 500 chevaux, ainsi que des remises et des ateliers pour les voitures. Un autre « dépôt » de même taille est installé la même année à Bonneveine. Les voies sont posées progressivement, en commençant par les quartiers les moins centraux ; il s'agissait théoriquement de doubles voies, mais la compagnie se satisfaisait par endroits de voies uniques, ce qui ne manqua pas de poser quelques problèmes de « face à face ». L'écartement des rails était de 1,43 mètre, soit à peu près le gabarit ferroviaire. Les tramways circulaient à gauche, alors que les automobiles, heureusement encore rares, circulaient à droite. Le 21 janvier 1876, la ligne Chartreux - Joliette est inaugurée, et prolongée dès mars jusqu'à Arenc. Fin avril, c'est Castellane - Bonneveine (la Plage), rapidement allongée en Capucines - Bonneveine, avec antenne vers les « Bains du Roucas-Blanc » (extrémité nord des actuelles plages du Prado, dites « troisième Prado ».
Le service est beaucoup plus économique que les omnibus et les voitures de place, et, avec 7 millions de passagers la première année, la société est d'emblée bénéficiaire. En 1877, après l'ouverture des lignes Place de Rome - Catalans - Bonneveine par la Corniche et Chartreux - Joliette, ce sont 50 tramways qui concurrencent les 100 omnibus de la « Lyonnaise » — victorieusement, puisque celle-ci abandonnera 3 ans plus tard. Le réseau de 8 lignes constitué en 1878 restera à peu près stable pendant 12 ans.
Le réseau de la CGFT de 1878 à 1890 :
1. Chartreux - Abattoir
2. Longchamp - Joliette
3. Place Neuve (G.Péri) - Abattoir par boulevard National
4. Belsunce - Bonneveine (plage Prado-sud)
5. Place de Rome (F.Baret) - Catalans
6. Capucines - Castellane
7. Castellane - la Mer (David)
8. Place de Rome - Bonneveine par Corniche

Les voitures ne portent pas les numéros de lignes.
La CGFT obtiendra entre 1890 et 1892, par quatre conventions, la concession de divers prolongements, mais avec quelques contraintes et servitudes, notamment l'obligation de paver les rues où elle poserait ses rails, et d'assurer un service de messageries, voire de marchandises.
Pour améliorer la vitesse commerciale de ses convois, la CGFT essaye la traction à vapeur. En 1888, la compagnie avait acheté un prototype d'« automotrice à vapeur », invention d'un ingénieur danois nommé Rowan, construite par la  Société Franco-Belge à Raismes. Cet engin fut autorisé par la préfecture pour essais entre Castellane et la mer. Les essais au printemps 1889 semèrent quelque émoi parmi les cavaliers sur les allées du Prado, mais la compagnie, satisfaite, décida de faire construire deux autres « Rowan » aux ateliers Prudhon de Marseille. Celles-ci assurèrent à l'été 1891 la liaison entre Bonneveine et Montredon. Fort de ce relatif succès, la compagnie décida d'exploiter une ligne entièrement à l'aide de ces machines : elle obtint le 4 décembre 1891 l'autorisation de les faire circuler sur la ligne de la Joliette à l'Estaque, mais seulement jusqu'à la Madrague-ville. Elle en acheta trois nouveaux exemplaires à Gênes, où leur exploitation venait d'être arrêtée. Leur mise en service fut catastrophique, et, après trois étés, elles furent remisées, puis vendues à la CGO parisienne. La prototype avait été déjà vendue en 1892 à la Compagnie du tramway de Lyon à Neuville (TLN).

#### Les compagnies concurrentes
Les petites compagnies d'omnibus tentent de se défendre : elles créent en 1879 la Compagnie Générale des Omnibus de Marseille (CGOM), rachetée en 1883 par la Compagnie nouvelle des omnibus (CNO). Mais après des troubles causés par une grève de ses cochers, la CNO est suspendue en 1891 par le maire Félix Baret. Seul survivent les entreprises qui assurent avec plus ou moins de succès le relais des lignes de la CGFT vers les banlieues les plus éloignées que celle-ci n'atteint pas ; la plus célèbre et la plus durable d'entre elles sera celle de Louis Decanis, qui rachètera en 1900 les ateliers de la CGO sur le chemin de Saint-Barnabé,.
En 1892, la Compagnie du chemin de fer de l'Est-Marseille, avait percé un tunnel sous la plaine Saint-Michel, débouchant à l’air libre sur le boulevard Chave et créant ainsi une liaison directe depuis la Gare de l'Est située à Noailles vers la Blancarde et Saint-Pierre. Ce fut le premier tramway souterrain français. La fumée s'avérant trop gênante dans le tunnel, la société mit en service le 23 décembre 1893 des locomotives Francq sans foyer et à accumulation de vapeur que l'on rechargeait en eau bouillante et vapeur à chaque voyage.
En 1904 la Compagnie du chemin de fer de l'Est-Marseille est rachetée par la Compagnie Générale Française de Tramways (CGFT) qui procéda à  l’électrification de la ligne cette même année.
La ligne fut ensuite prolongée jusqu'aux Camoins et à Aubagne et, réduite à son extension première sous le numéro 68. Elle subsista la dernière et jusqu’en 2004 au démantèlement du réseau dans les années 1950.
En 1894, la municipalité lança un concours pour la desserte de la rue Paradis, jusqu'ici négligée mais qui devenait à la mode. Le groupe Grammont-Faye répondit en proposant un ensemble de lignes desservant en fait toute la ville, et son projet, accepté par la municipalité, fut bloqué par le Ministère. Avant même la fin des négociations sur ce projet, MM. Waller frères déposèrent une demande de concession pour un « chemin de fer de ceinture » reliant Arenc à Saint-Marcel par la Rose et la Valentine. Ce projet séduisait les responsables économiques, mais les frères Waller y ajoutèrent la demande d'un véritable réseau de tramways de 11 lignes réparties sur toute la ville. Cette extension retarda l'adoption de leur projet initial, qui ne fut accepté (seul) qu'en août 1901. Entre-temps, la CGFT avait entrepris l'électrification de son réseau, et les lignes Waller ne virent jamais le jour.
MM. Poncy et Peillon, entrepreneurs de travaux publics, avaient déposé le 30 juillet 1889 un projet de « tramway funiculaire » destiné à relier la ville à la gare Saint-Charles, dont la situation sur une butte rendait l'accès difficile. Ils prévoyaient un viaduc partant du boulevard Dugommier et suivant l'axe du boulevard du Nord (boulevard d'Athènes). Devant les multiples oppositions, Poncy revint à la charge en 1895 avec une ligne classique faisant le tour par le boulevard de la Liberté. Ce projet fut accepté, mais Poncy, voulant électrifier sa ligne, dut s'associer avec la CGFT. La ligne Allées de Meilhan - Gare des Tramways marseillais fut inaugurée le 2 janvier 1899, et raccordée à la ligne Castellane - Capucines de la CGFT. En 1903, Poncy n'ayant pas pu constituer la société requise par le contrat, la CGFT hérita de la concession.
Le 17 mars 1894, Marius Cayol présenta un projet de ligne joignant le centre ville à la Pomme par la rue Thiers, la rue de l'Olivier et le chemin de Saint-Pierre. Il reprenait approximativement un projet concédé en 1890 à la CGFT, mais abandonné par celle-ci en raison de la concurrence de l'Est-Marseille. Après quelques retards, le projet Cayol fut adopté en 1899, et la Compagnie de traction mécanique vit le jour. Mais Cayol s'empressa de s'effacer devant la CGFT, qui mit volontiers son matériel à disposition, et devint rétroconcessionnaire officiellement le 12 décembre 1901.

#### Vers l'électrification

Carte animée de l'évolution des infrastructures ferroviaires à Marseille, dont celle des anciens et actuels tramways, de 1875 à nos jours.

Le réseau urbain de Marseille comptait quelque 51 kilomètres en 1893 : 36 kilomètres de réseau hippotracté, 9 kilomètres de traction à vapeur et un peu plus de six kilomètres pour la première ligne électrique du cours Belsunce à Saint-Louis.
Car entre-temps la CGFT avait trouvé la solution à tous les problèmes posés par la traction à vapeur en milieu urbain : la traction électrique. Dès mai 1892, elle avait mis en service des automotrices électriques sur la ligne Belsunce - Saint-Louis, alimentées par une centrale située sur le site de l'ancien Lazaret d'Arenc. Le succès fut immédiat et la CGFT demanda à la municipalité Flaissières l'autorisation d'électrifier tout le réseau ; ce qui fut accordé en 1898 sous réserve d'un tarif unique de 10 centimes. Il fallut construire une nouvelle centrale d'alimentation électrique à Saint-Giniez, fournissant un courant triphasé de 7000 chevaux-vapeur de puissance sous 5 500 volts, transformé en 550 volts et distribué par six sous-stations. Pour acheter les 150 motrices nécessaires, on liquida les écuries et les chevaux, on licencia le personnel d'entretien. En 1899, pour son 25e centenaire, Marseille entrait dans l'ère de l'électricité.

### La «grande époque» (1900-1930)

#### Le «deuxième réseau»
Forts de la réussite de l'électrification de la ligne de Saint-Louis, les responsables de la CGFT, dont l'ingénieur Dubs était devenu directeur, décidèrent l'électrification de la totalité du réseau. Ils en obtinrent l'autorisation par deux conventions signées avec la mairie les 5 mai et 3 novembre 1900, et approuvées par décrets ministériels les 30 mai 1900 et 28 janvier 1901. Ces conventions fixaient la liste tant des lignes existantes à électrifier que des lignes à construire, aussi bien en périphérie (Saint-Antoine, Plan-de-Cuques) qu'en centre-ville (Chartreux - Saint-Giniez, Baille - Joliette, circulaire Joliette), aussi les conditions matérielles de l'électrification et les modalités de fonctionnement du réseau : l'obligation de rouler (enfin) à droite, de prévoir des arrêts à emplacements fixes, et la définition de trois zones de tarification concentriques (centre-ville, proche périphérie, banlieues lointaines) - ce sera le « deuxième réseau » du tramway marseillais.
De fait, la CGFT n'avait pas attendu cette autorisation pour électrifier dès 1899, outre la ligne de Saint-Louis, celles de Mazargues, de Bonneveine, de l'Estaque. L'essentiel fut l'électrification des rues Noailles et Cannebière: achevée dès août 1900, elle permit la desserte par tram électrique de la totalité des lignes du centre-ville.

Les tramways de Marseille
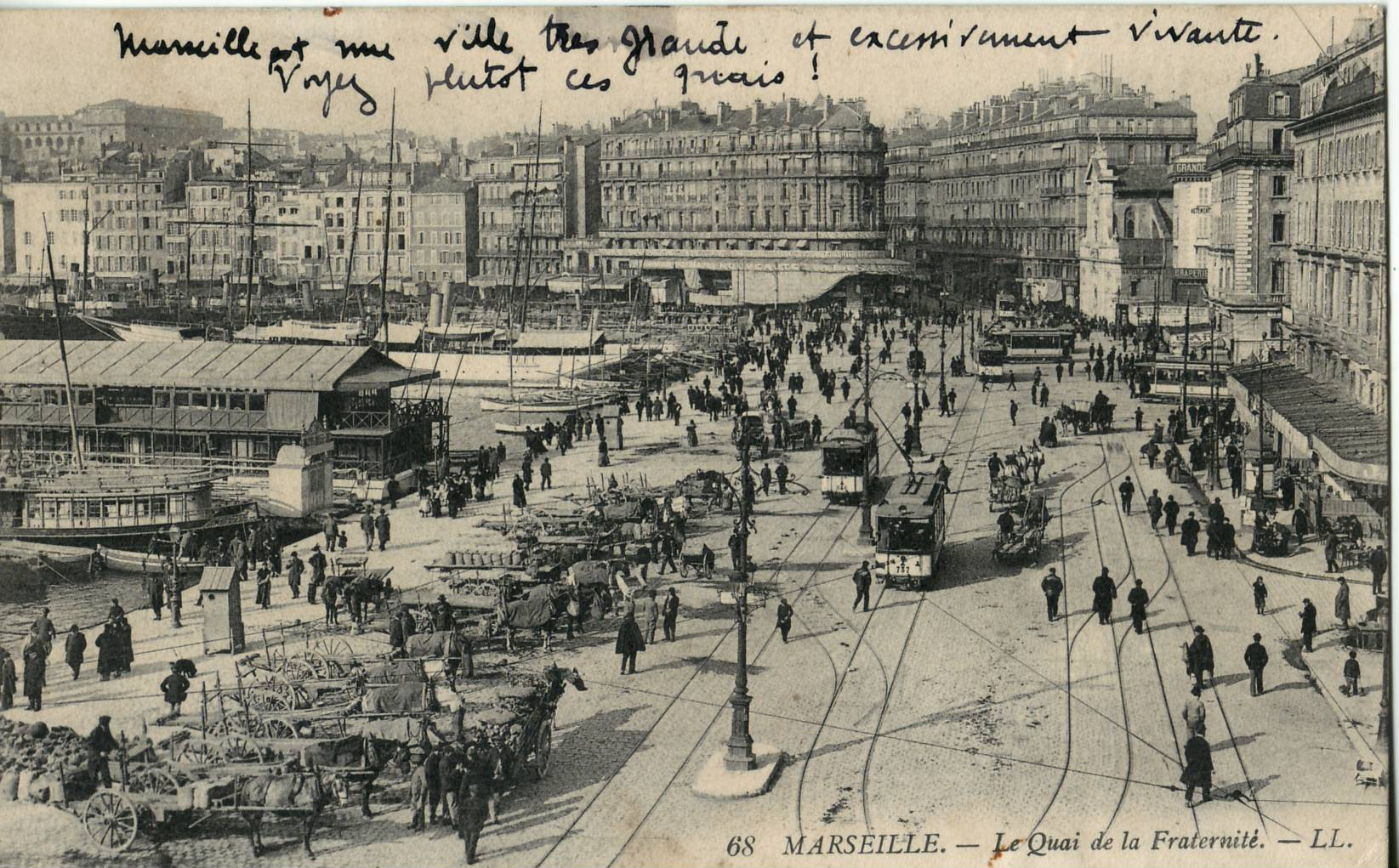
Quai de la Fraternité, avant 1914.
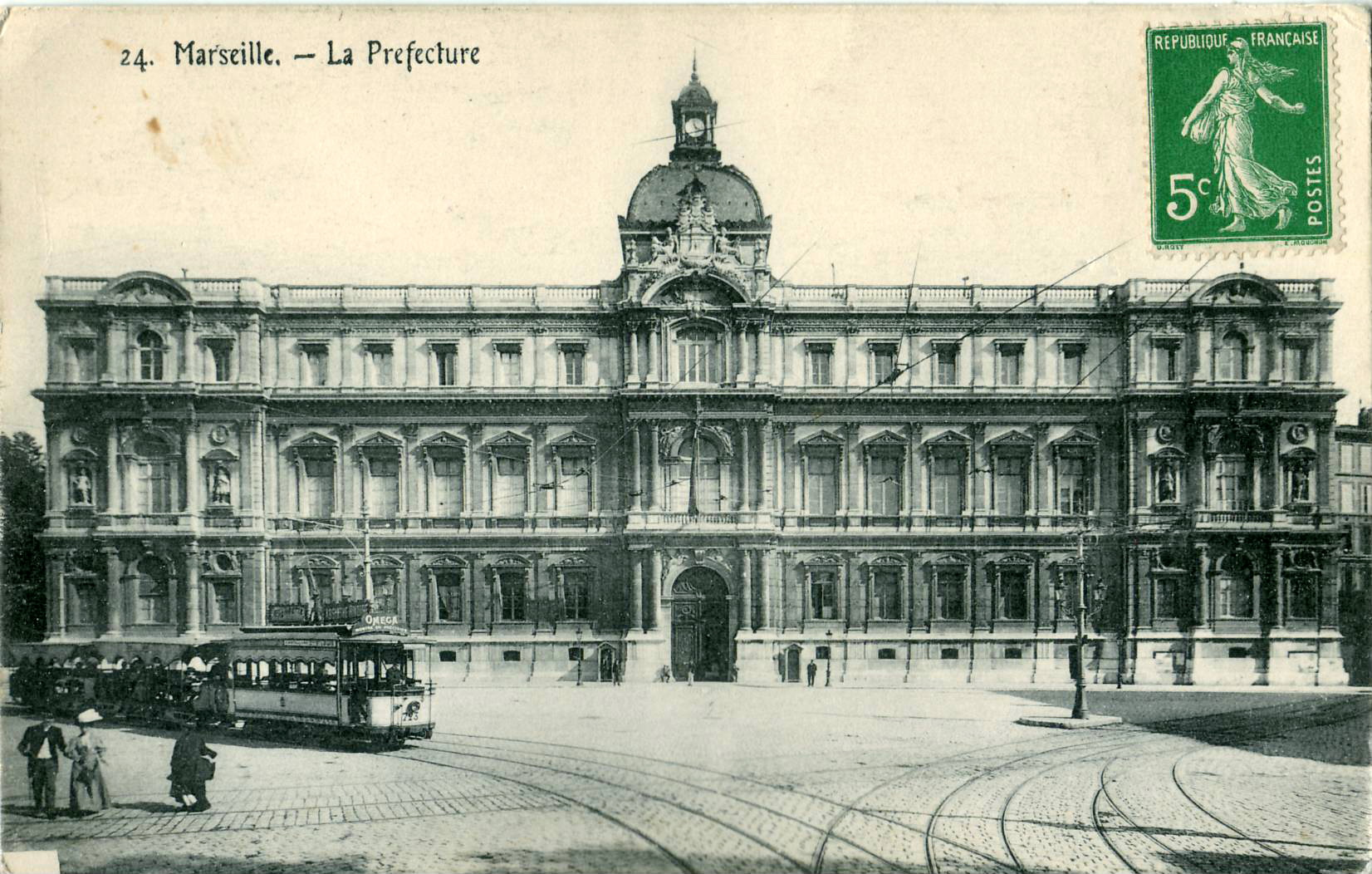
Devant l'Hôtel de préfecture des Bouches-du-Rhône.
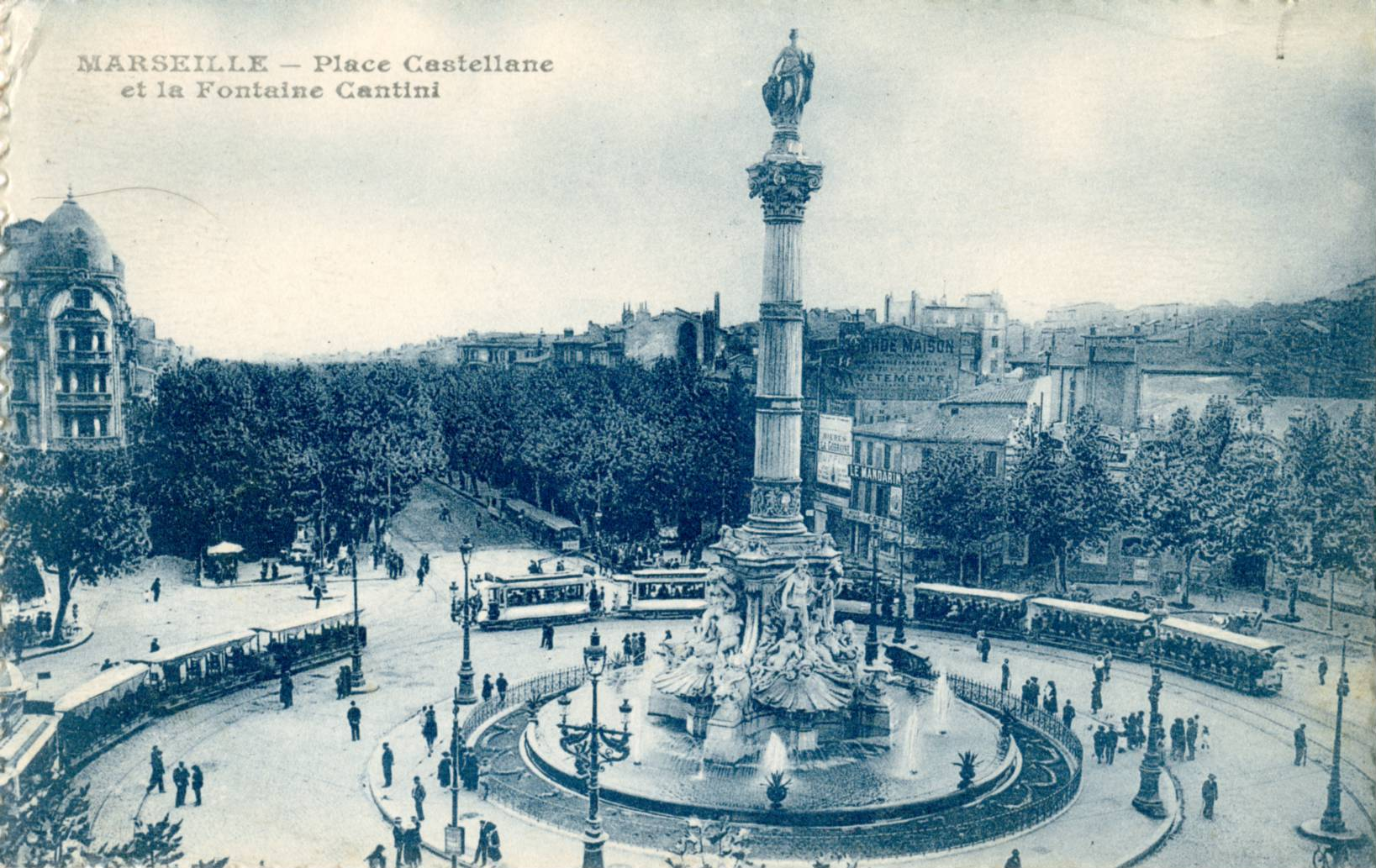
La Place Castellane vers 1928.

Au service d'hiver 1900-1901, 37 lignes étaient en service régulier, sans compter les deux lignes Poncy, les deux lignes Cayol et l'Est-Marseille. S'y ajoutèrent 4 lignes urbaines en 1900, 10 en 1902, et 1 en 1903. La réalisation des conventions de 1900 était effective en 3 ans à peine.

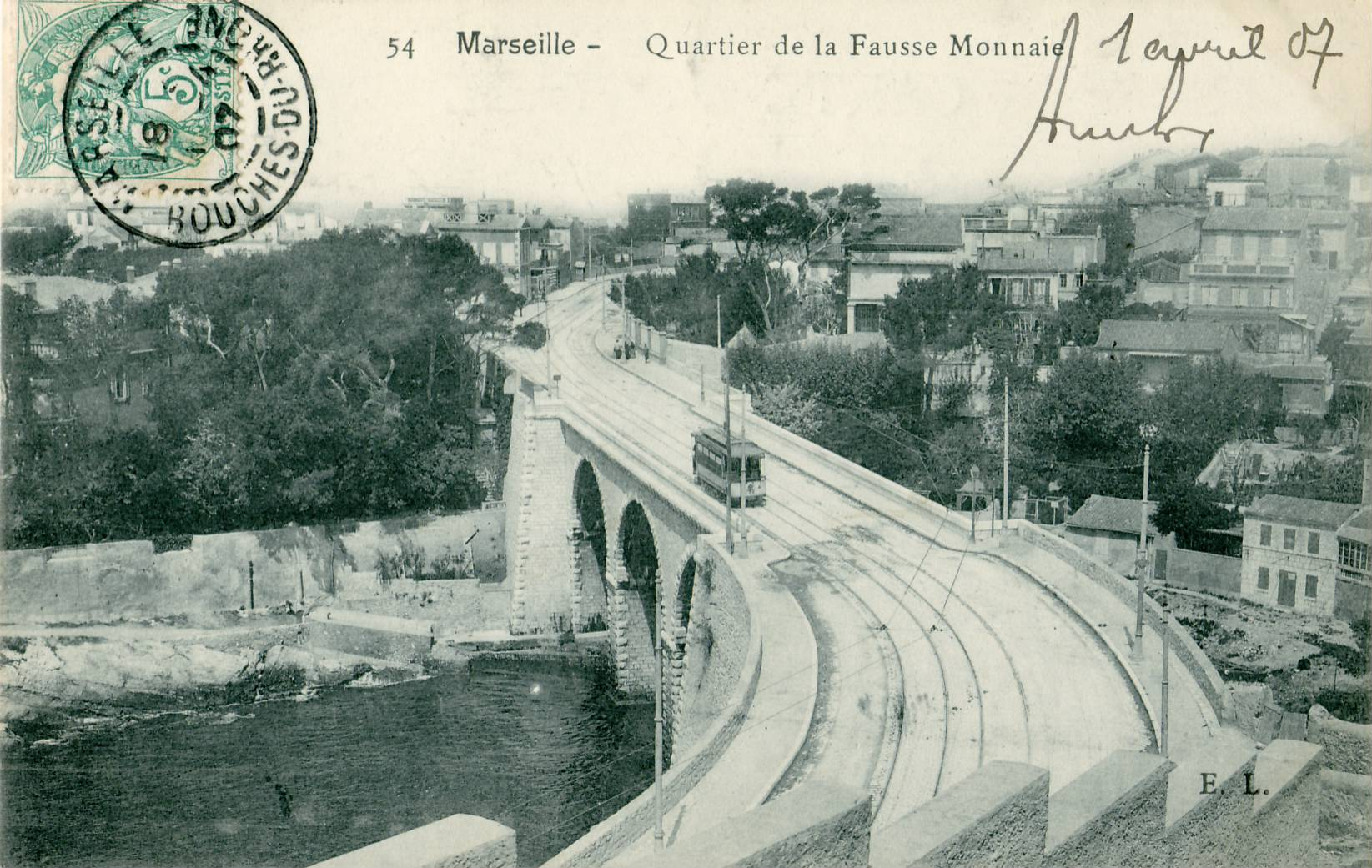
Motrice sur le viaduc de la Fausse-Monnaie.

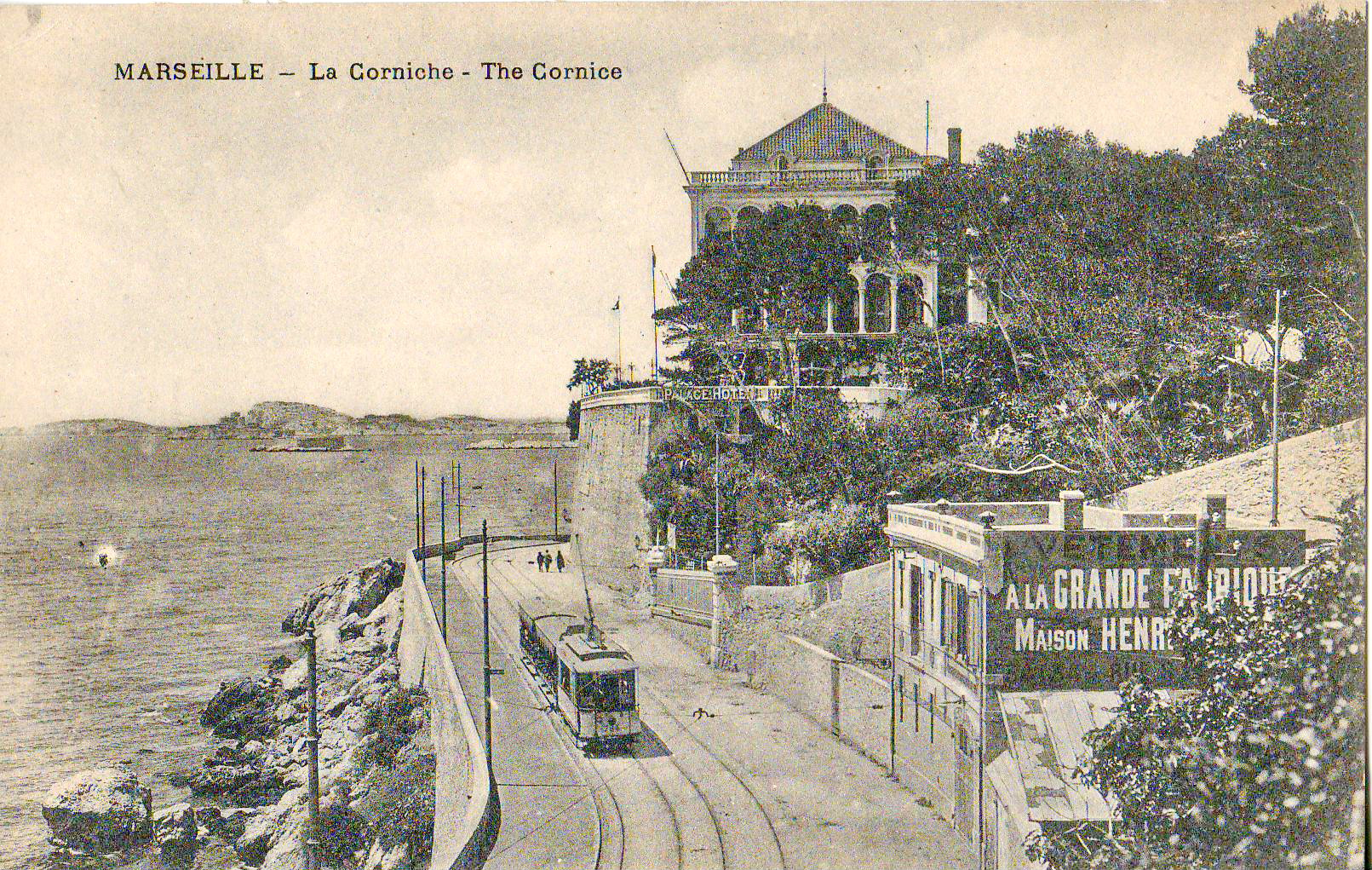
Tramway sur la Corniche, au début du XX.

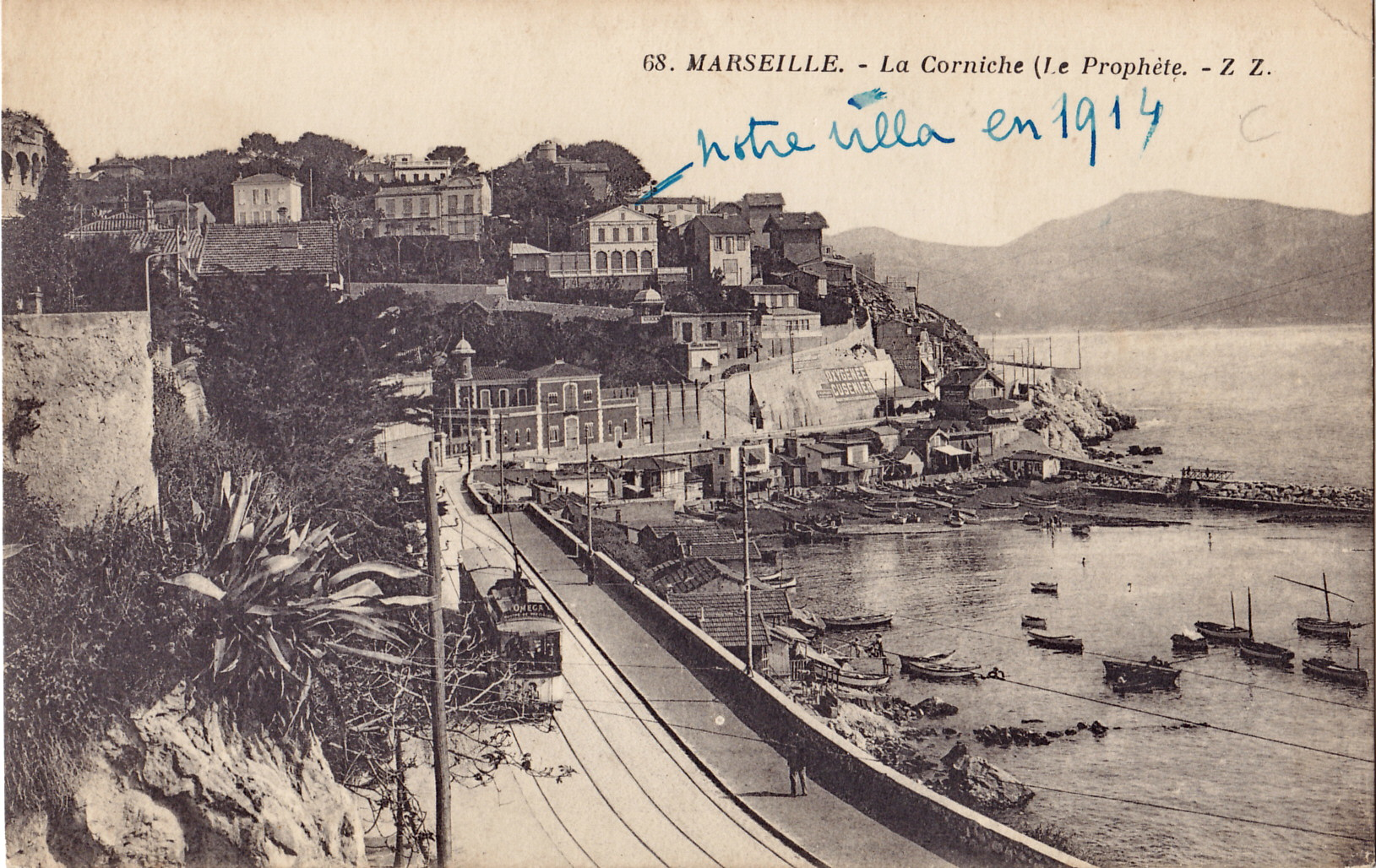
Autre vue d'un tramway sur la Corniche, à la même époque.

Dès 1901, la Compagnie de Traction mécanique (Cayol) cède ses deux lignes à la CGFT. En 1903, c'est au tour des Tramways Marseillais (Poncy) d'être absorbée officiellement (un partenariat existait déjà les liant de fait). Enfin en 1904 la faillite de l'Est-Marseille permet à la CGFT de reprendre à son compte la ligne Noailles - Saint-Pierre, et, une fois mise aux normes de son réseau, de préparer son prolongement jusqu'à Aubagne, qui sera réalisé début 1905 (voir plus loin). Les compagnies d'omnibus disparaissent les unes après les autres ; Décanis résiste vaillamment, rachetant les dépouilles des compagnies moribondes : c'est à cette époque qu'il fait l'acquisition des ateliers de la montée de Saint-Barnabé, auxquels il a laissé son nom.
Un avenant aux conventions de 1900 fut signé le 3 mars 1906 afin de compléter la desserte du territoire urbain et péri-urbain. Prévoyant 34 embranchements ou prolongements, il définit ce qu'on put appeler le « troisième réseau » du tramway. Celui-ci comportait 81 lignes, qui restèrent presque toutes en service jusqu'à la disparition des tramways (et même au-delà, les trolleybus ou autobus ayant généralement repris les mêmes itinéraires. Pour compléter la desserte extra-urbaine, une convention signée le 17 août 1907 créa deux lignes de la Croix-Rouge à Allauch et de Plan-de-Cuques à la Bourdonnière, qui seront mises en service à l'été 1908. Enfin un avenant du 9 août 1910 décidant plusieurs extensions ne fut pas suivi d'effet, sauf le prolongement aux Olives de la ligne Chapitre - la Rose, qui n'intervint qu'en 1926.
Depuis la création du réseau, on nommait les lignes par leur trajet : « Longchamp - Joliette », ou « Chapitre - Endoume », ou encore « Mazargues par Sainte-Anne » en omettant le point de départ (implicitement : la Canebière). Les itinéraires des différentes rames étaient affichées sur des « banderoles » placées sur les côtés des voitures au niveau du toit, et le terminus vers lequel elles se dirigeaient était affiché à l'avant des motrices. Mais les usagers avaient parfois du mal à les déchiffrer, surtout lorsque certaines rames effectuaient des services partiels, ou... lorsque les wattmen oubliaient de les mettre à jour. Et certaines destinations étaient desservies par des itinéraires différents, ce qui entraînait encore des confusions.
En 1908, la CGFT décida d'affecter à chaque ligne, et même à chaque parcours sur certaines lignes, un numéro distinctif, que les voitures de tête porteraient de manière lisible, même la nuit grâce à une sorte de rétroéclairage. S'il n'y eut pas de règle aussi systématique que celle qui prévalut à Paris quelques principes furent adoptés qui permirent aux utilisateurs de s'y retrouver assez bien dans le foisonnement des lignes :
1. les lignes reliant le centre-ville aux quartiers périphériques portèrent des numéros compris entre 1 et 40, les lignes traversant le centre ou limités aux quartiers proches recevant des numéros supérieurs à 40 ;
2. les lignes desservant un même secteur depuis le centre-ville portèrent des numéros voisins : 1 à 5 pour La Rose et au-delà, 35 à 38 pour l'Estaque, 55 à 63 pour le massif d'Endoume, etc. ;
3. lorsque deux lignes avaient des trajets voisins, notamment si l'une était une partie de l'autre, on leur donnait des numéros consécutifs : le 9 avait le même itinéraire que le 8 ou le 10, mais limité à Saint-Barnabé, les deux « circulaires Belle-de-Mai » étaient numérotées 49 (pour le sens horaire) et 50 (pour le sens anti-horaire), etc[21],[22].

Dès 1914, le réseau atteignait une centaine de lignes en service, totalisant 167 kilomètres, et ayant transporté en 1913 plus de 110 millions de voyageurs. La Canebière est desservie par 27 lignes, à raison d'une voiture toutes les 10 secondes.
Entre 1910 et 1914, des projets généralement irréalistes proposèrent de relier Marseille à la Ciotat, Saint-Zacharie, Salon, Marignane, Port-de-Bouc.
La première Guerre mondiale conduit à une surutilisation du réseau pour le transport de troupes et de matériel militaire, tandis que les personnels qualifiés sont au front et les ateliers réquisitionnés pour la production de guerre. En 1919, le réseau, exsangue, est mis sous séquestre. Joblin, secrétaire du syndicat CGT, est élu conseiller municipal sur la liste Flaissières. En 1920 a lieu la première grève des traminots. En 1921, la CGFT reprend le réseau, mais réclame l'appui de la municipalité. Une série de conventions, de 1922 à 1926, lui donne satisfaction, au prix d'un fort soutien financier de la ville. L'ère Joblin inaugure pour les traminots une période de développement des œuvres sociales qui durera.
L'exposition coloniale de 1922 voit la CGFT concurrencée par un nouveau type de service urbain : les taxis. Raoul Mattei, concessionnaire de la société Citroën pour la ville de Marseille, met en circulation 350 voitures, et ouvre sur le Prado un majestueux « Palais de l'automobile ». La ville réplique en mettant en service des autobus, sans succès. La CGFT récupère ces véhicules, et les met en service sur les correspondances de lointaine banlieue, ainsi que sur sa nouvelle ligne Chapitre - Pharo par le quai de Rive-neuve, tuant ainsi les dernières sociétés d'omnibus. Décanis abandonnera en 1928 ; et le 19 octobre 1930, le dernier omnibus marseillais cessera de relier Sainte-Marguerite à Saint-Tronc. La CGFT reste seule maîtresse du terrain.

Les tramways de Marseille
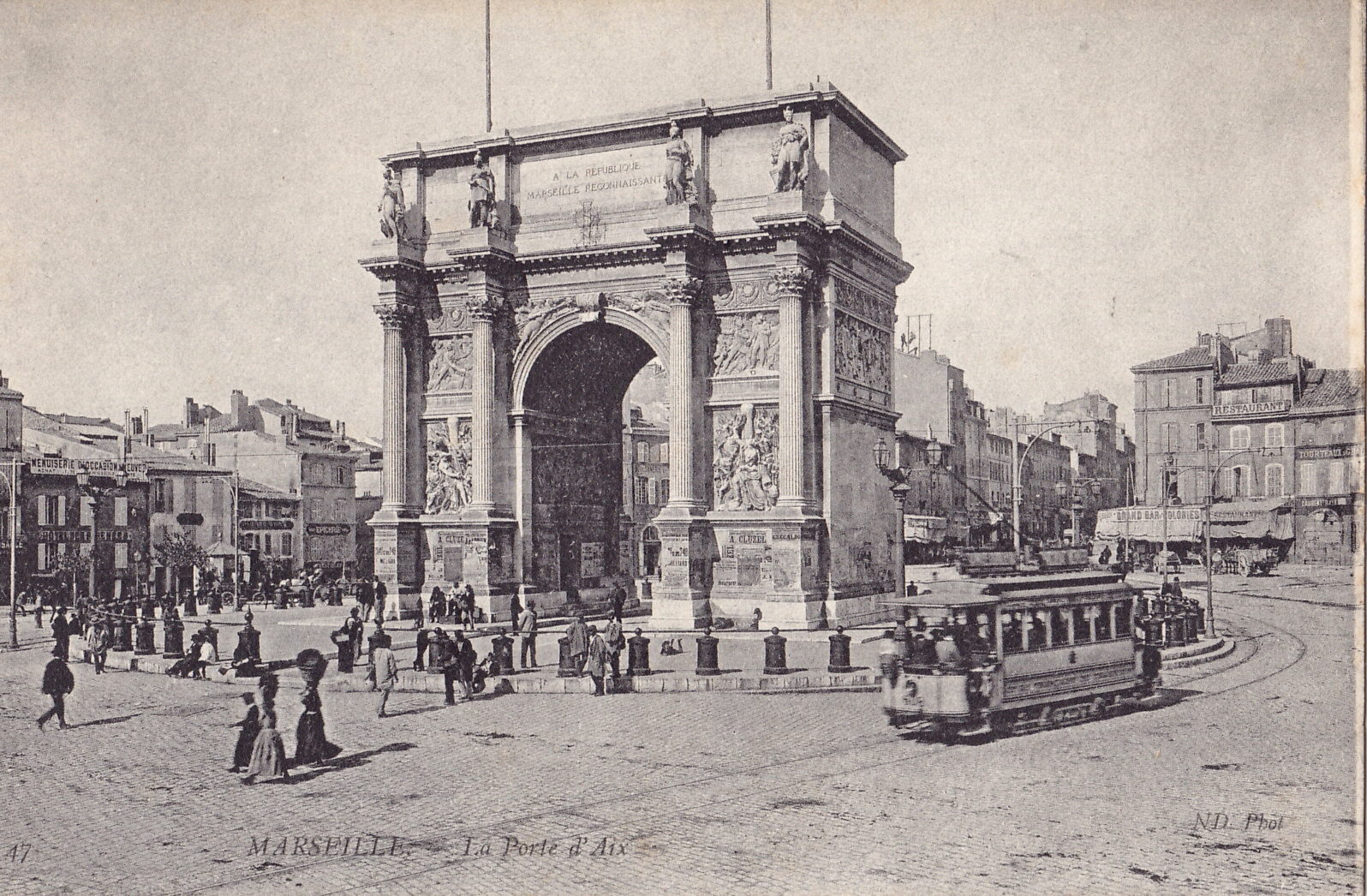
Porte d'Aix.
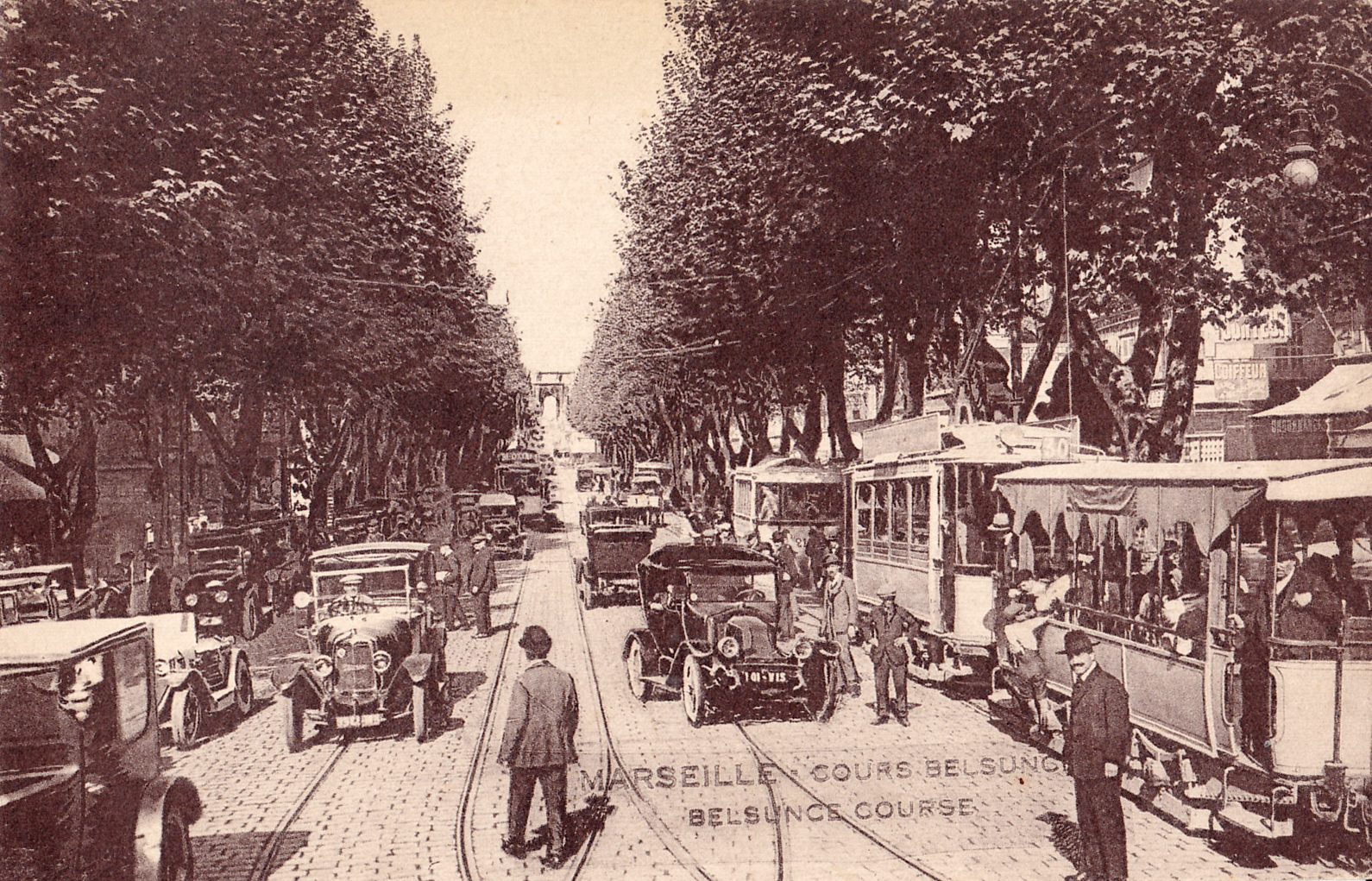
Cours Belsunce, dans les années 1920.

#### Lignes départementales
À l'origine, les tramways étaient destinés à reprendre aux omnibus la desserte de la ville et du « terroir » marseillais, vaste et fonctionnant pour l'essentiel en vase clos, sans guère de relations avec le reste du département.
Sans attendre d'avoir complété son réseau urbain, la CGFT envisage dès 1900 de sortir du périmètre de la commune :
- Allauch et Plan-de-Cuques, communes situées à l'intérieur de la cuvette délimitée par les collines autour de Marseille, seront les premières extensions en 1902 ;
- Aix-en-Provence, seconde ville du département, située à 30 kilomètres au nord, sera reliée à la préfecture en 1903 ;
- Aubagne, située à 20 kilomètres à l'est, en 1905. avec prolongement jusqu'à Cassis

Des projets plus ambitieux proposaient d'atteindre la Ciotat, Marignane, et même Saint-Zacharie (dans le Var).
Un seul de ces projets se concrétisa, ce fut celui d'une ligne continuant au-delà d'Aubagne, vers Gémenos et Cuges-les-Pins, mais qui fut finalement réalisée en trolleybus.

##### Le tramway d'Allauch
Durant toute la seconde moitié du XIXe siècle, les relations organisées entre Marseille et Allauch étaient rares. Après Marius Brémond, qui descendait tous les matins d'Allauch jusqu'au cours Belsunce et remontait le soir lorsque ses clients avaient terminé leurs affaires, la famille Pinatel poursuivit avec deux allers-retours quotidiens, aux horaires encore approximatifs. En 1872, un service régulier d'omnibus à chevaux fut mis en place du centre de Marseille jusqu'à la Croix-Rouge, par Saint-Just et la Rose. Reprise en 1893 par la CGFT sous le numéro 2, cette ligne était encore relayée par des omnibus qui peinaient à monter la longue côte de 5 kilomètres menant au village d'Allauch. Le tramway risquant d'avoir la même difficulté, la CGFT essaya sur ce parcours l'« omnibus à trolley » de Louis Lombard-Gérin, une voiture alimentée en électricité par un boîtier glissant sur deux fils aériens, qui lui valut le surnom de « singe ». Construit en deux exemplaires par Jeantaud à Paris, cet ancêtre du trolleybus circula du 13 juin 1903 au 1er septembre 1905, et disparut, apparemment sans laisser de regrets.
La ligne 2 joignant le cours du Chapitre (actuel cours Joseph-Thierry) à la Croix-Rouge est électrifiée le 15 mars 1900. Couplée en 1903 avec la ligne de Plan-de-Cuques au départ du boulevard Dugommier sous le numéro 3, elle nécessite encore une correspondance avec les omnibus de la Croix-Rouge à Allauch. Le 23 avril 1908, un décret ministériel autorise la construction d'une ligne de tramway sur ce tronçon ; elle est immédiatement construite, et inaugurée le 9 août, portant le numéro 11. Cependant ce n'est qu'à partir du 16 février 1911 que la totalité des services sont directs depuis le centre de Marseille. Le terminus est ramené au Chapitre en décembre 1919.
Les premières motrices appartenaient à la série B, construites entre 1901 et 1905, avec plateformes ouvertes et châssis latéraux amovibles. Elles furent remplacées successivement par des B-GE 57, puis par la série 1200 obtenue par transformation de 32 séries C. À partir de 1945 le service est assuré par des rames réversibles dites Coder 1941, auxquelles seront adjointes après 1949 la motrice articulée n°1301, puis entre 1954 et 1956 quatre motrices type 1906 modifiées.
Le service par tramway fut supprimé le 1er avril 1957, et remplacé par des autobus. Lors de la constitution de la RATVM en 1950, la ligne d'Allauch, qui n'était pas entièrement incluse dans la commune de Marseille, n'a pas été incluse dans son réseau, mais confiée, avec celle de Plan-de-Cuques, à une société privée. Lors de la mise en service de la ligne 1 du métro, son terminus marseillais a été ramené à la Rose, et la ligne a reçu le numéro 144.

##### Le tramway d'Aix

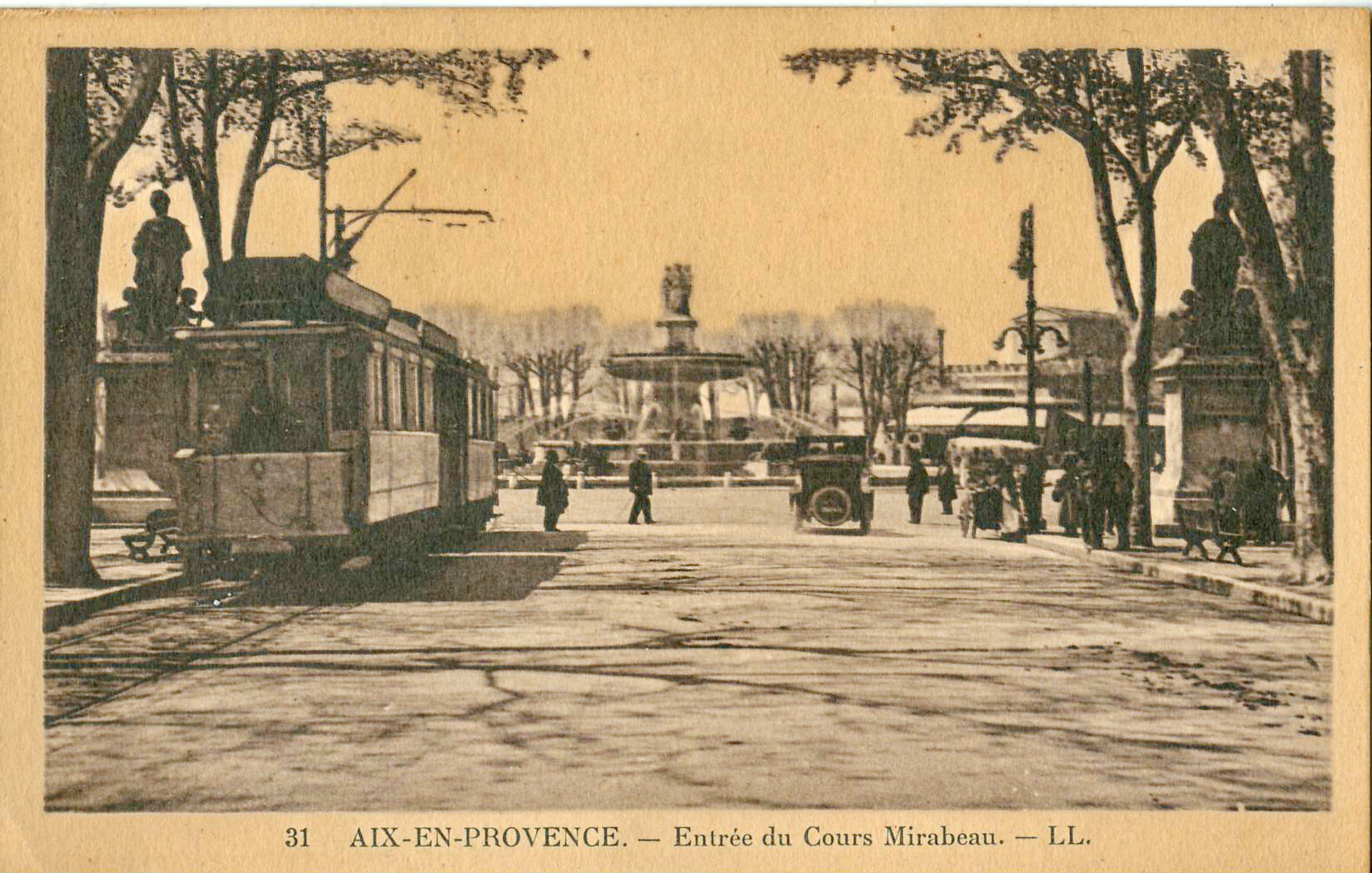
Un tramway à l'entrée du Cours Mirabeau à Aix-en-Provence dans les années 1920

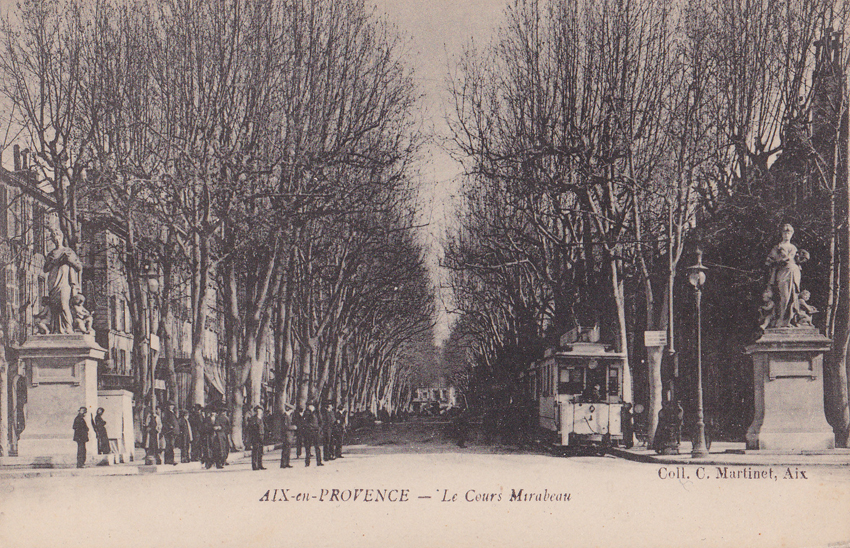
Vue d'un tramway également Cours Mirabeau, mais dont le cliché est plus ancien

Marseille et Aix-en-Provence ont été reliés par la voie ferrée en 1877. La construction avait nécessité d'importants ouvrages d'art, notamment pour sortir de Marseille et atteindre le seuil de Bouc-Bel-Air à plus de 200 mètres d'altitude. Une ligne de tramway ne s'imposait alors pas, l'espace situé entre les deux villes étant essentiellement rural. Mais, lorsque le réseau urbain eut atteint Saint-Louis en 1892, puis Saint-Antoine le 3 septembre 1902, la prolongation devenait naturelle.
L'ingénieur Jean Baptiste Prudhom qui avait travaillé à la compagnie de l'Est-Marseille, déposa en 1898 un projet qui reçut l'approbation du conseil général. Une convention, signée en décembre 1900, accordait la concession à Prudhom, sous réserve de constituer une société anonyme d'exploitation : ce sera la Compagnie des tramways électriques des Bouches-du-Rhône.
La ligne devait partir du passage à niveau de Saint-Antoine, où serait assurée la correspondance avec la CGFT, et suivre la route nationale 8 jusqu'à Aix, où le terminus était fixé place Forbin, au haut du cours Mirabeau. La construction commença le 13 mars 1902. La voie unique était sur une bande latérale à la route, mais la croisait à plusieurs reprises, et y empiétait parfois. L'alimentation électrique (en 600 volts continu) était assurée par une usine installée à la sortie d'Aix, au Pont-de-l'Arc, qui alimentait directement la partie nord de la ligne, et transmettait un courant haute tension (10 000 volts alternatif) à deux sous-stations situées plus au sud. Le dépôt était situé lui aussi au Pont-de-l'Arc.
Après un voyage d'essai le 25 juin 1903, la ligne fut solennellement inaugurée le 28, une rame descendant d'Aix à Saint-Antoine tandis qu'une autre, arrivant de la préfecture par le réseau urbain, amenait les officiels, parmi lesquels le ministre Camille Pelletan, et les maires Cabassol (Aix) et Chanot (Marseille). Le 13 août 1903, la ligne était ouverte à l'exploitation.
Le succès fut réel, notamment auprès des Marseillais qui possédaient des bastides ou des postes de chasse du côté de Bouc-Bel-Air. La ligne assurait aussi un petit trafic de bagages. À partir du 13 mars 1905, la société fixa son terminus marseillais près du Vieux-Port, place du Change (actuelle place Gabriel-Péri). Cependant le trajet était long, la vitesse étant limitée à 20 kilomètres à l'heure, et les pentes parfois difficiles à gravir, notamment en hiver lorsque les rails étaient gelés.
À la suite de la guerre mondiale de 1914-1918, la compagnie en difficulté fut rachetée par le département, qui en confia la gestion à la Régie départementale des chemins de fer des Bouches-du-Rhône, qui gérait plusieurs lignes de chemins de fer secondaires du département ; elle devint Régie départementale des chemins de fer et tramways électriques des Bouches-du-Rhône.
Les premières motrices étaient à plateformes ouvertes, à châssis vitrés latéraux coulissants, et possédaient trois systèmes de freinage : à vis, à cale, à air (Westinghouse). Après divers essais non concluants, la régie put acquérir en 1930-31 dix motrices à bogies des Ateliers de constructions électriques de France à Lyon et Vénissieux, où un freinage électromagnétique à patins remplaçait les freins à vis.
Les difficultés financières duraient, accrues par la concurrence des autocars des sociétés SATAP et Mattéi. La Seconde Guerre mondiale relança un certain trafic. Mais le tramway fut finalement remplacé par des trolleybus, qui circulèrent à partir du 28 septembre 1948, sous l'indice « AM ». Ceux-ci disparaîtront à leur tour en janvier 1965, la ligne restant assurée, par autocars, par la régie devenue Régie départementale des transports des Bouches-du-Rhône (RDT13).

##### La ligne d'Aubagne

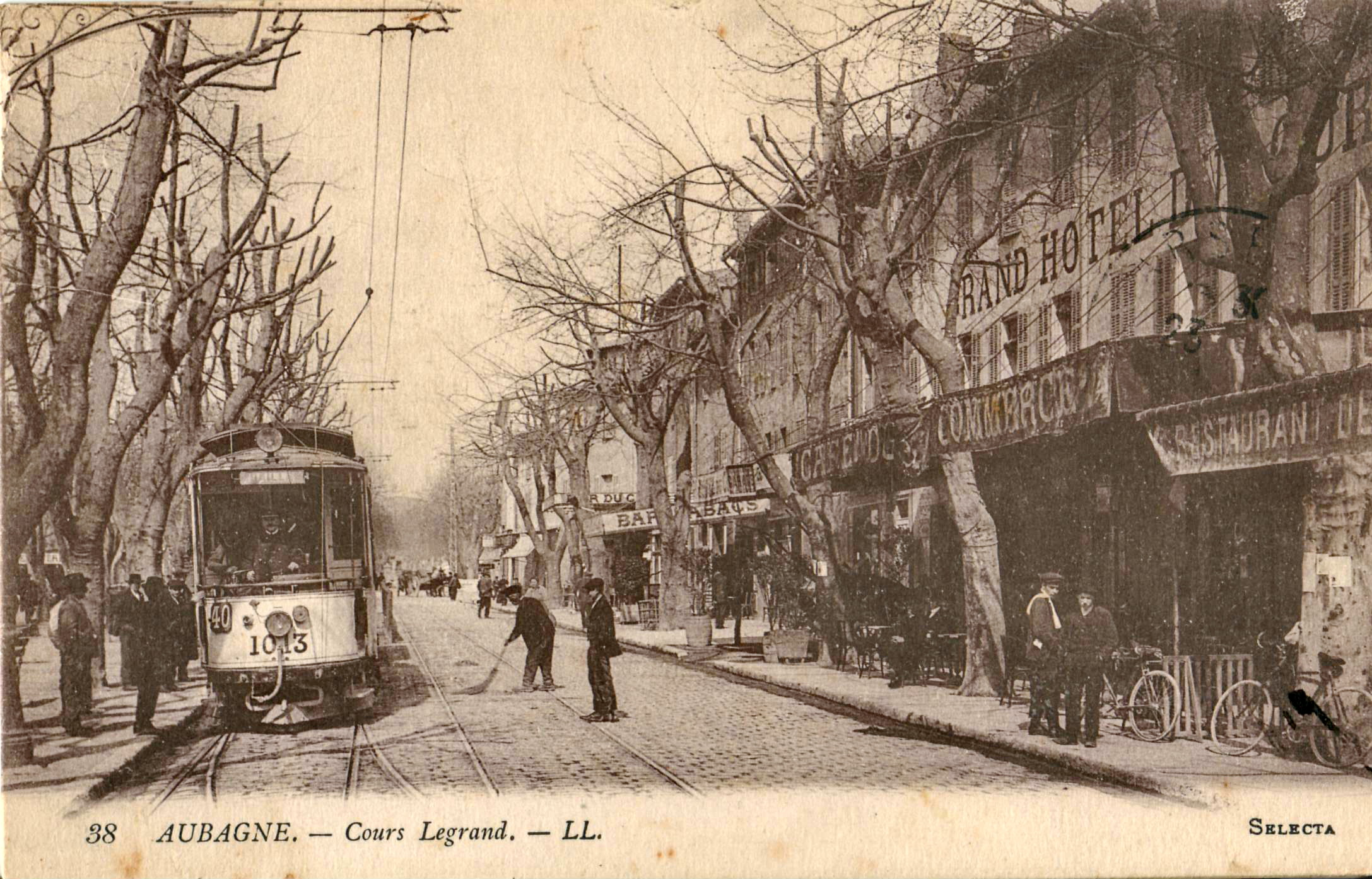
La ligne 40 à Aubagne, cours du Maréchal-Foch, vers 1917

À la fin de l'année 1891, le réseau de tramways électriques de Marseille atteignait Saint-Pierre (depuis Noailles, par le boulevard Chave) et Saint-Marcel (depuis le cours Lieutaud, par le « grand chemin de Toulon »). Une convention du 23 février 1904, validée par décret ministériel le 26 mars 1904, autorisa la CGFT à construire une ligne de Saint-Marcel à Aubagne, à la condition que les départs aient lieu de la place Saint-Ferréol. Cette ligne fut mise en service le 10 janvier 1905 sous le numéro 39. Elle était à voie unique dès la sortie de Marseille (elle sera doublée entre 1926 et 1930), et installée sur un trottoir en bordure de la route nationale. Le terminus d'Aubagne était situé cours Legrand (actuel cours Maréchal-Foch), d'où une voie menait jusqu'au dépôt situé à l'entrée de la « petite route » d'Aubagne à Marseille (actuelle D 2).
Le 10 juin de la même année, une ligne numéro 40 fut créée entre la gare Noailles et Aubagne, utilisant la ligne de l'Est jusqu'à Saint-Pierre, puis la ligne de la Pomme (« ligne Cayol », prolongée vers les Camoins en 1907), puis un bref raccordement à la ligne précédente par l'actuel boulevard Heckel. Les départs eurent alors lieu alternativement sur l'une et l'autre ligne, avec un départ toutes les 30 ou 40 minutes. Les usagers préférant le nouvel itinéraire, plus rapide, la ligne 40 vit sa desserte renforcée, et la ligne 39 fut limitée au trajet Préfecture - La Penne-sur-Huveaune à partir du 3 mai 1909. Les rames du 40 comportaient 2 remorques, dont une était détachée à la Penne et reprise au retour. En 1928 furent mises en service des rames réversibles composées d'une motrice et une remorque, ou de deux motrices encadrant une remorque. Ces rames « Pullman » furent remplacées en 1937 par des rames à bogies, à leur tour modernisées à partir de 1944.
À partir du 9 novembre 1950, la desserte fut partagée entre les tramways et des autobus, qui reliaient la gare Noailles à Saint-Pierre par le cours Lieutaud, le boulevard Baille et le chemin de Saint-Pierre (actuelle rue Saint-Pierre), et poursuivaient en parallèle à la voie du tram. Les tramways étaient réservés aux heures de pointe. Le 23 juin 1958, les derniers tramways furent supprimés entre Saint-Pierre et Aubagne. La ligne d'Aubagne avait vécu 53 ans. La « ligne de l'Est » primitive, devenue 68, lui survivra plus de 45 ans.

### La fin du «grand réseau»

#### Premières attaques
En 1930, alors que la ville de Paris a décidé la suppression des tramways intra-muros, le tramway est omniprésent à Marseille. Le parc compte 454 motrices et 545 remorques, à quoi s'ajoutent tout de même 22 autobus. La fréquentation atteint un record : 169 millions de voyageurs. Le matériel est progressivement renouvelé. Mais le développement de l'automobile freine ce bel enthousiasme. Les encombrements se multiplient en centre-ville, et le trafic baisse. Plusieurs projets sont alors proposés pour enterrer le tram en centre-ville ou créer un réseau ferré souterrain. À la suite d'une campagne de dénigrement menée notamment par M. Décanis, une Coopérative marseillaise des transports se constitue, et crée, fin 1933, plusieurs services d'autobus privés, concurrents de la CGFT. Les protestations de la compagnie restent sans effet, mais la loi de coordination des transports votée le 19 avril 1934 met fin à cette initiative. Cependant, à la demande de la municipalité, la CGFT accepte de procéder à un essai de substitution d'autobus aux tramways. Dans le courant de l'année 1934, les tramways disparaissent, en principe provisoirement, des lignes 66, 74, 51, tandis que la CGFT pérennise les lignes de feue la coopérative, et... en crée quelques autres. En 1935, à la demande de la municipalité Tasso, la CGFT établit un plan de substitution progressive d'autobus aux tramways sur 25 lignes, mais ce plan, non chiffré, promet d'être coûteux... et déficitaire. En 1937, elle propose un nouveau plan, substituant des autobus ou trolleybus aux tramways sur toutes les lignes desservant la Canebière. Les autorités hésitent, l'argent est rare, et aucune décision ne sera prise avant la déclaration de guerre.
Le 12 avril 1939, la numérotation des lignes est remaniée : les lignes constituant un service partiel d'une autre ligne portent désormais le même numéro mais barré en diagonale par une réglette actionnée par le wattman : ainsi le 2 devient 1barré (1/), le 9 devient 10barré (10/), etc. Les lignes d'autobus, au nombre de 9, sont désignées par des lettres, mais portent parfois aussi le numéro barré de la ligne de tram à laquelle ils sont substitués (A-81/ par exemple).
Pendant la guerre, les autobus ayant été réquisitionnés, le réseau des tramways est le seul à irriguer la ville. Le service est fortement réduit, mais la CGFT parvient à le moderniser quelque peu. En 1941, elle propose un plan de mise en souterrain des lignes du centre-ville et de création de lignes de trolleybus. L'occupation de la « zone libre » en 1942 met un terme à ce projet, et réduit encore les moyens dont dispose le réseau. Pourtant, la fréquentation atteint son record absolu cette année-là avec 217 millions de voyageurs. La CGFT amorce la construction de lignes de trolleybus dans le massif du Roucas-Blanc. Moins reluisant, ce sont les tramways de la compagnie qui procèdent, le 24 février 1943, à l'évacuation forcée des habitants du quartier du Vieux-Port avant sa destruction par les Allemands (la « rafle de Marseille »).

#### Une disparition programmée
Après les bombardements de la Libération, le réseau est dans un état catastrophique. Gaston Defferre, président de la Délégation municipale provisoire, propose d'abandonner « le système désuet des tramways ». En 1947, à la suite des augmentations de tarif, des grèves éclatent, émaillées d'incidents. La gestion de la CGFT est contestée. Un décret du 24 juin 1950 met fin à la CGFT en créant la Régie autonome des transports de la ville de Marseille (RATVM), établissement public à caractère industriel et commercial doté de l'autonomie financière. La ville et le département sont propriétaires du réseau, la régie est chargée de sa gestion.
Le projet de Gaston Defferre sera réalisé sous sa municipalité. Les trolleybus, puis les autobus, remplaceront les tramways sur la quasi-totalité des lignes du réseau entre 1950 à 1960. Seul survivra le 68, jusqu'en 2004.

#### Un survivant: le «68»

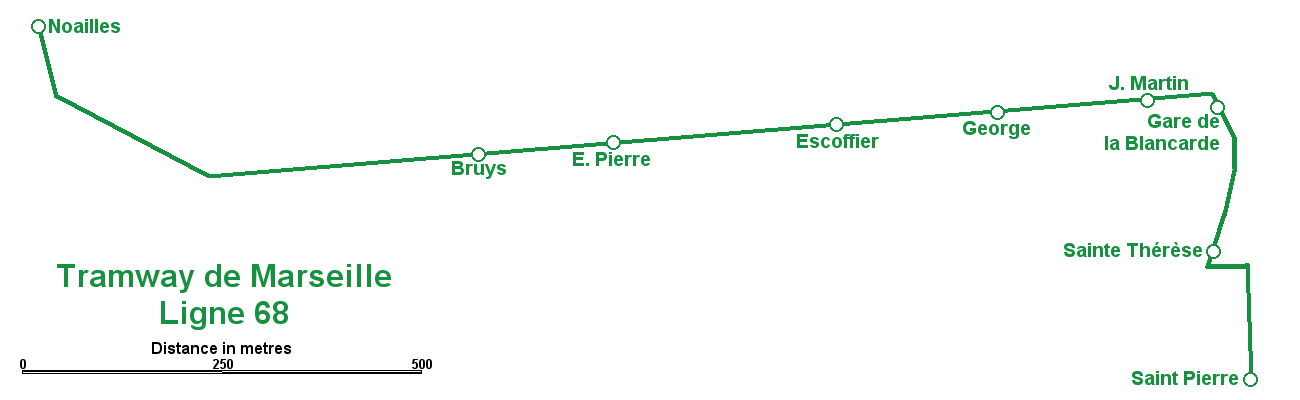
Plan de la ligne 68.

La ligne Noailles - Saint-Pierre, mise en service le 23 décembre 1893 en traction à vapeur par la compagnie de l'Est-Marseille, puis le 29 octobre 1904 en traction électrique par la CGFT, partait de la « Gare de l'Est », devant le marché des Capucins, passait en tunnel sous la Plaine, remontait le boulevard Chave jusqu'à la gare de la Blancarde, et se dirigeait vers le cimetière Saint-Pierre, avec deux tronçons en site propre. La ligne avait été prolongée vers la banlieue (ligne 12 vers les Camoins, et ligne 40 vers Aubagne), mais ces extensions avaient disparu. Le 68, limité à son itinéraire initial (du terminus en centre-ville au dépôt de tramways), fut sauvé par sa portion en tunnel permettant un accès rapide au centre-ville pour le quartier Blancarde - Saint-Pierre.

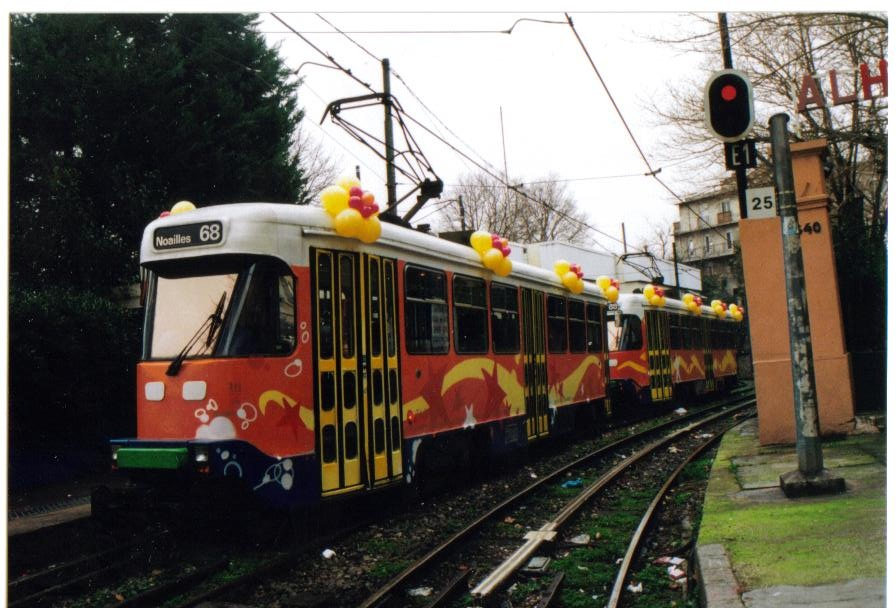
Le dernier « 68 » à la Blancarde le 8 janvier 2004

Devenue la seule ligne du réseau alors qu'elle en avait presque été la première, le « 68 » devait être rénové. À l'été 1967, pour permettre le renouvellement des assises de voies dans le tunnel, le tramway fut suspendu pendant 2 mois et demi ; un service de remplacement, bien moins apprécié, était assuré par des autobus qui contournaient la Plaine par les Réformés et le cours Franklin-Roosevelt, et, après le boulevard Chave, rejoignaient le chemin de Saint-Pierre. À l'automne 1968, afin de mettre en service de nouvelles motrices de type PCC, le dépôt de Saint-Pierre fut entièrement remodelé ; pendant ce temps le tramway fut limité au trajet Noailles - Blancarde, l'acheminement à Saint-Pierre se faisant par autobus. Une nouvelle interruption eut encore lieu durant l'été 1969 pour refaire les voies dans la « tranchée Fraissinet ». Ces substitutions firent mesurer aux usagers, et aux décideurs, l'avantage incontestable du tram sur le bus, et le trafic du 68 modernisé ne cessa de croître, pour dépasser les 5 millions de voyageurs annuels en 1973.
Lors de la réalisation du métro de Marseille, le terminus de la ligne fut déplacé de quelques dizaines de mètres, de l'ancienne Gare de l'Est —bâtiment encore existant— à la nouvelle station souterraine Noailles, où elle est en correspondance avec la ligne 2 du métro.
La ligne a été fermée le jeudi 8 janvier 2004. Sa fermeture a été motivée par le projet de réalisation d'un futur réseau entièrement nouveau (voies, matériels), nécessitant non seulement des travaux de voirie importants sur le boulevard Chave et dans le secteur Blancarde - Saint-Pierre, mais aussi une restructuration complète du tunnel sous la Plaine (mise aux normes dites Mont-Blanc), le tout rendant impossible le maintien d'une exploitation. Inaugurée en 2007, la nouvelle ligne 1 du tramway de Marseille a repris l'itinéraire du 68 de Noailles à Saint-Pierre, et a été prolongée jusqu'aux Caillols.

## Infrastructure

### Voies et tracés
Le réseau était établi à l'écartement de 1 435 mm[réf. nécessaire].

### Dépôts
Ils étaient au nombre de 6 dont trois sont toujours affectés aux transports en commun.
Arenc
Chartreux/Saint-Just (à l'emplacement actuellement occupés par le Dôme et l'Hôtel de Département).
Catalans (au Sud de la plage et de la caserne Audeoud, emplacement sur lequel ont été édifiés des bâtiments d'habitation).
Saint-Pierre
Saint-Giniez (disparu)
Capellette

## Matériel roulant

### Matériel d'origine
Ce matériel est livré entre 1891 et 1925. Les véhicules sont de couleur crème, couleur adoptée par la CGFT sur tous les réseaux de la compagnie.
Toutes les motrices ont des plates-formes ouvertes et sont transformables en été, les châssis vitrés des parois latérales étant remplacés par des rideaux. Les numéros étaient peints en gros chiffres sur les quatre faces des véhicules.
Motrices à 2 essieux

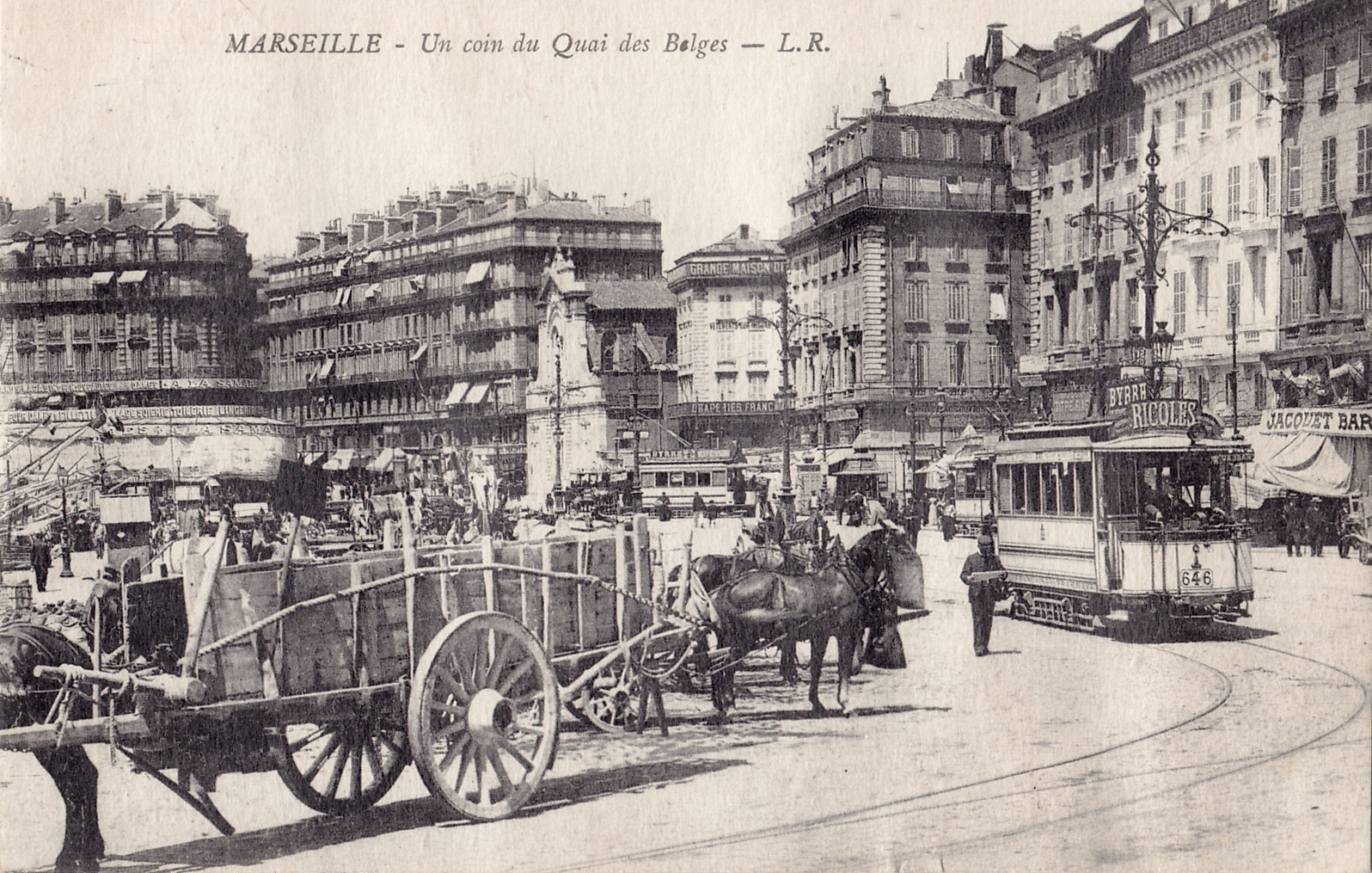
Motrice n°646 (série D), quai des Belges

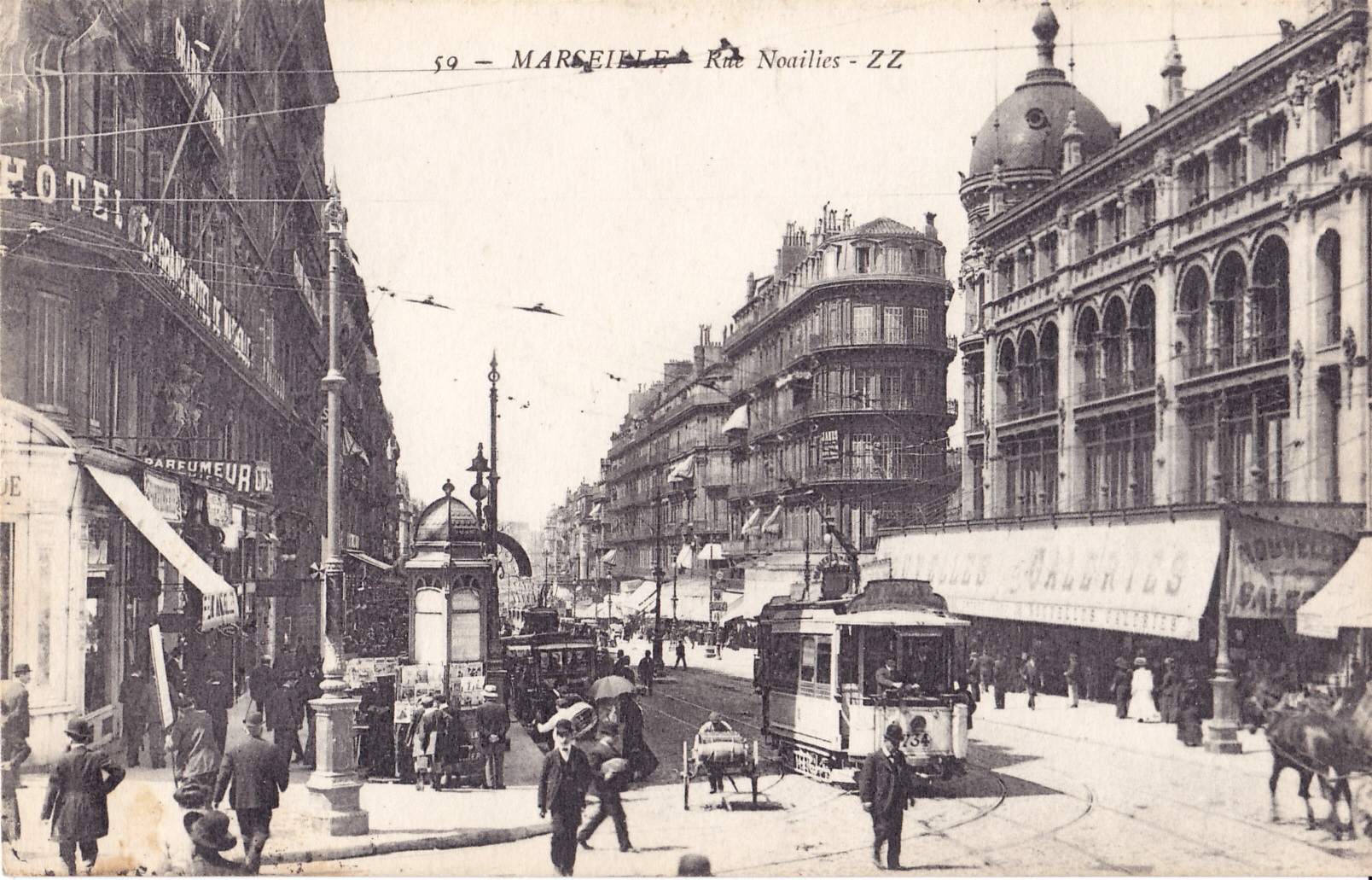
Motrice n°734 rue de Noailles.

- N°501 à 524, motrice « Saint Louis », 1891-95, puissance: 2 × 12 ch, poids à vide 6,7 tonnes, ex N° 201 à 224 avant 1900[51]
- N°525, motrice prototype « K » , 1891-95, puissance: 2 × 27 ch, ex N° 301 avant 1900
- N°526-530, « P » , 1898, puissance: 2 × 27 ch, ex N° 1 à 5 Cie des Tramways de Marseille
- N°531-541, « L » , 1898, puissance: 2 × 27 ch,
- N°542-567, « Série A », 1899, puissance: 2 × 27 ch,
- N°568-642, « Série D », 1899, puissance: 2 × 27 ch, poids à vide 9,1 tonnes,
- N°643-676, « Série D », 1899, puissance: 2 × 36 ch, poids à vide 9,1 tonnes,
- N°677-751, « Série B », 1900, puissance: 2 × 36 ch, poids à vide 10,6 tonnes,
- N°752, « U », 1900, puissance: 2 × 27 ch, de luxe, réservée aux grandes occasions
- N°753-878, « Série B », 1901, 1904-6, puissance: 2 × 36 ch,
- N°879-933, « Série B », (BGE-57), 1923-25, puissance: 2 × 57 ch,
- N°934-944, reconstruction d'anciennes motrices 1925, puissance: 2 × 57 ch,

Motrices à bogies

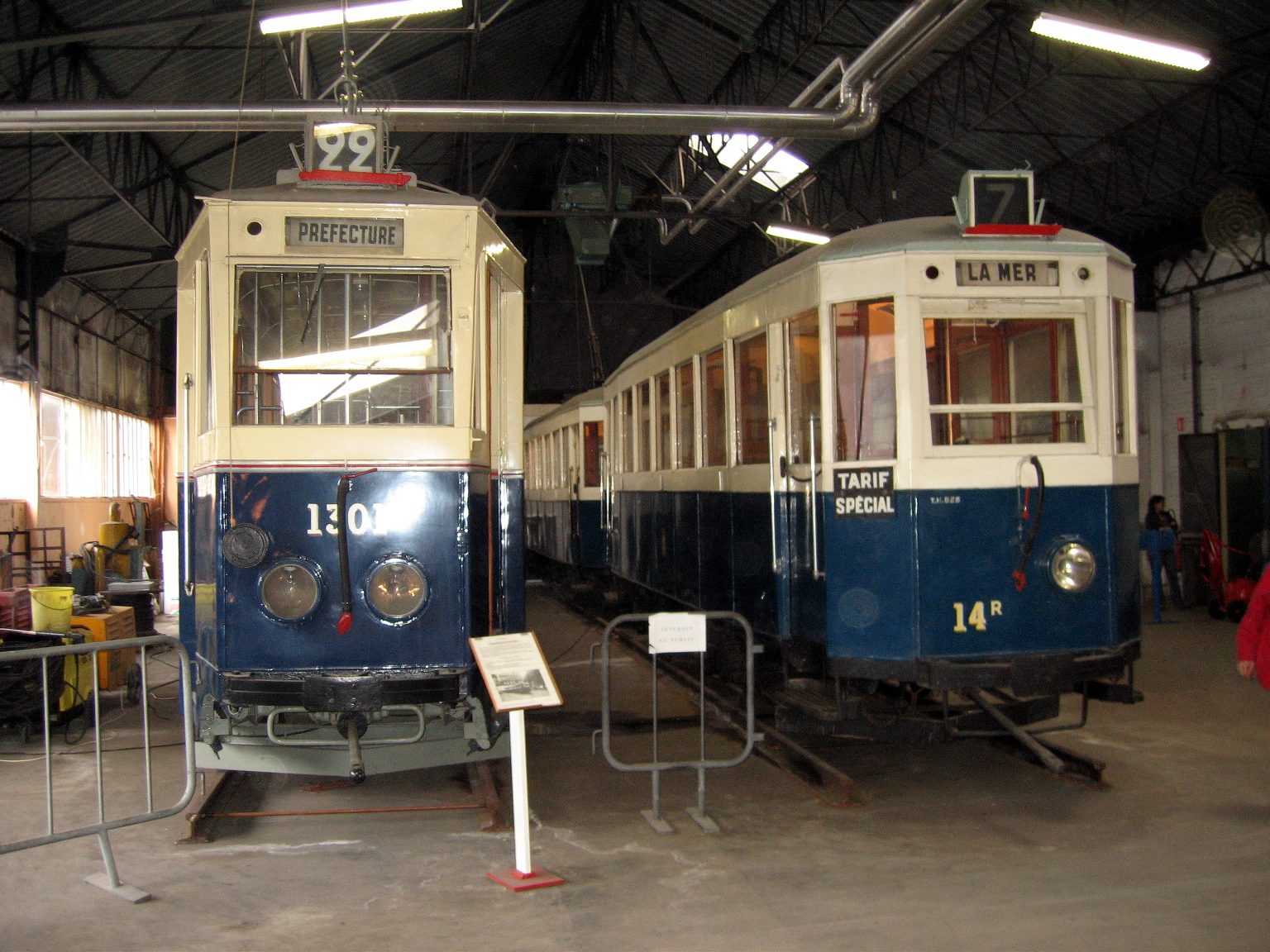
Motrice articulée 1301 et motrice et remorque formant un ensemble appelé « train Coder » provenant de l'ancien tramway de Marseille exposées à l'AMTUIR

- N°1000, « R », 1899, bogies « Maximum traction », puissance: 2 × 35 ch, poids à vide 9,1 tonnes,
- N°1002-1033, »C » 1905, bogies « Maximum traction », puissance: 2 × 54 ch, poids à vide 13,7 tonnes,
- N°1034, bogies, prototype élaborée à partir d'une remorque, puissance: 4 × 27 ch, poids à vide 12,5 tonnes,

Motrices à 2 essieux
- N°1035-1044, 1923, puissance: 2 × 50 ch, poids à vide 11,5 tonnes,
- N°1045, 1923, puissance: 2 × 50 ch, poids à vide 11,5 tonnes,

### Matériel complémentaire et matériel transformé (1923-1960)
À partir de 1925, les caisses des motrices sont modernisées. Elles sont reconstruites avec des plates-formes fermées et leur capacité est accrue. Les trucks (châssis) sont restés d'origine, mais les équipements électriques sont renforcés pour gagner de la puissance. Ce parc est complété par deux séries de motrices neuves. Toutes les modifications sont effectuées selon les critères du type « Standard », norme définie pour les véhicules devant emprunter le futur réseau en tunnel.
Motrices à bogies

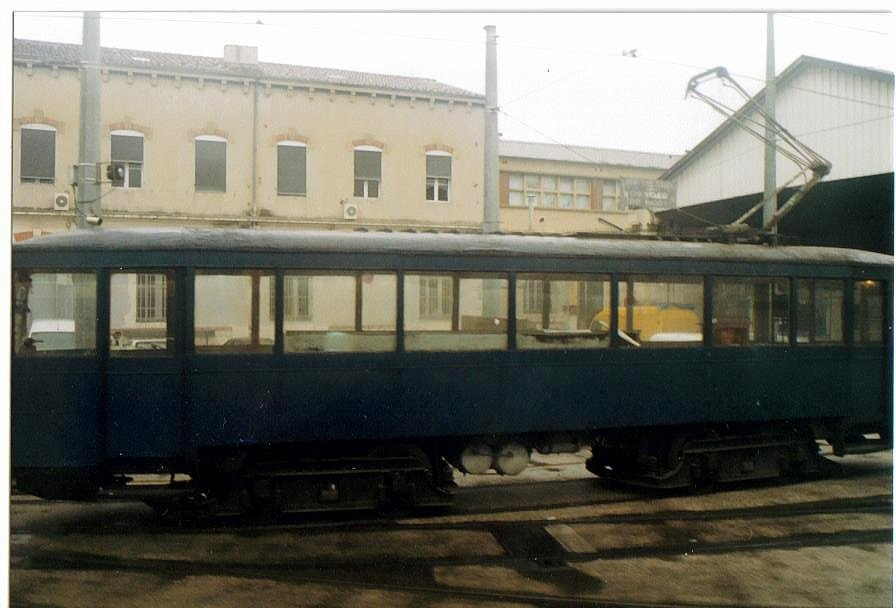
motrice 1200,à bogies,transformée en véhicule de service pour la ligne 68

- 1200, prototype de motrice à plates formes fermées
- 1201-1231,1924, transformation des « C », 1002-1033, puissance: 4 × 32 ch, poids à vide 16,4 tonnes,
- 1232-1243,1925, livrées neuves, puissance: 4 × 32 ch, poids à vide 16 tonnes,
- 1251-1271,1944, « Standard », reconstruction des 1232-1243, puissance:4 × 42 ch, poids à vide 17,2 tonnes,
- 1291-1294,1954, « Standard », reconstruction des 1232-1243, puissance: 4 × 42 ch, poids à vide 17 tonnes,
- 1301,1949, « Standard », prototype rame articulée, puissance: 4 × 42 ch, poids à vide 23 tonnes

Motrices à essieux
- 1501-1526,1928, transformation motrices ABD, puissance: 2 × 50 ch, poids à vide 11,6 tonnes,
- 1531-1560,1930, transformation motrices ABD, puissance: 2 × 50 ch, poids à vide 11,7 tonnes,
- 1701-1781,1933, transformation motrices LADB, puissance: 2 × 50 ch, poids à vide 11,6 tonnes,
- 1800, prototype « Standard », transformation motrices A, puissance: 2 × 45 ch, poids à vide 10,8 tonnes,
- 1801-1819,1939, transformation motrice LAB, puissance: 2 × 50 ch, poids à vide 10,8 tonnes,
- 1831-1847,1940, « Standard », transformation motrice LAB, puissance: 2 × 45 ch, poids à vide 10,8 tonnes,
- 1850-1860,1940, « Standard », transformation motrices, puissance: 2 × 45 ch, poids à vide 10,8 tonnes,
- 1861-1886,1941, « Standard », transformation motrice AB, puissance: 2 × 45 ch, poids à vide 10,8 tonnes,
- 1888-1898,1943, « Standard », transformation motrice, puissance: 2 × 36 ch, poids à vide 10,8 tonnes,

Motrices à bogies
- 2001-2004,1929, dites « Pullmann », livrées neuves, puissance: 4 × 42 ch, poids à vide: 21,5 tonnes

Remorques
Le nombre de remorques varie entre 400 et 500 suivant les périodes. On trouve plusieurs types de remorques toutes à 2 essieux et numérotées dans la série 1 à 500
les remorques ouvertes dites « Baladeuse » avec accès latéral vers les rangées de banquettes transversales,
les remorques fermées avec accès par les plates-formes extrêmes.
Des remorques à bogies complètent le parc
- 138-153, 1899, transformées en motrices
- 2051-2054, 1928, accompagnant les motrices « Pullmann » 2001-2004,
- 2201-2233, 1937, achetées à la STCRP (réseau parisien) et attelées aux motrices 1200
- 2551-2572, 1944, du type « Standard », attelées aux motrices 1200

## Culture

### Le tramway dans la littérature
- Marseille, porte du sud, Albert Londres, éd. de France, 1927, p. 69 :

« Le bleu des trams de Marseille est à l'intérieur des voitures ; il est sur le dos des voyageurs ; 
ce bleu est celui des habits de toile des ouvriers sans profession, les dockers. »
- Marsiho, André Suarès, éd. Grasset, 1933, p. 20-23
- Moi I, faux départ, Thyde Monnier, éditions du Rocher, 1949, p. 109 & 227
- La Gloire de mon père, Marcel Pagnol, éd. Pastorelly, 1957, p. 105-107
- Le Château de ma mère, Marcel Pagnol, éd. Pastorelly, 1958, p. 166-168
- Noé, Jean Giono, coll.Folio-Gallimard, 1961, p. 263-317
- Histoires d'Aubagne, Lucien Grimaud, éd. Saint-Lambert,1981, p. 208-216
- Mayrig, Henri Verneuil, éd.Robert Laffont, 1985, p. 137, 144-145, 149
- Elle, Adrienne, Edmonde Charles-Roux, 1971 :

« Six motrices tirées à bras et l'insurrection commençait. 
Il y a des villes où se lèvent les pavés. À Marseille c'étaient les tramways. »

### Le tramway au cinéma
- Dans Fanny, film de Marc Allégret (1932) d'après le roman éponyme de Marcel Pagnol, un tram de la ligne 24 (Préfecture - Le Redon) est arrêté par une partie de boules qui se déroule sur la voie ; après la partie, un autre tram repart en sens inverse.
- Dans Borsalino, de Jacques Deray (1970), on voit Alain Delon descendre du tram 41 (« Chartreux - la Canebière - Saint-Giniez »); la scène a été tournée sur la ligne 68 dans le quartier Sainte-Thérèse.
- Dans la Gloire de mon père d'Yves Robert (1990). Le wattman à côté du jeune Marcel est Roland Martin qui a œuvré pour la sauvegarde des tramways de Marseille (vers 38 min, version vidéo).
- Dans Le Château de ma mère d'Yves Robert (1990).
- Dans Trop belle pour toi, de Bertrand Blier (1989), une scène se passe dans le 68.
- Dans 588, rue Paradis, d'Henri Verneuil (1992), on voit à plusieurs reprises le tram 41 circulant dans la rue Paradis (reconstituée dans le quartier Sainte-Thérèse autour de la ligne 68).
- Dans Taxi, de Gérard Pirès (1998), le célèbre taxi passe à toute vitesse devant le 68.
- Dans le clip Tellement je t'aime de Faudel, le chanteur court après le 68 où se trouve sa bien-aimée[53].
- Dans l'Armée des ombres, de Jean-Pierre Melville (1969), un résistant voyage debout dans un tramway (et se tient à une poignée coulissante cuir-dural qui n'existait pas sous l'Occupation).

### Le tramway au théâtre
- Dans l'opérette Un de la Canebière, de Vincent Scotto (1935), l'un des personnages est un wattman du 83 « circulaire Corniche », et le décor représente le tram sur le viaduc du vallon des Auffes.

### Le tramway en chanson
- Conducteur de tram est une chanson légère de Vincent Scotto :

« Viens chez moi nous croquerons.. [parlé].. la Pomme ! »